# Cabin Fever Trax, Vol. 8 – Bate 'n lemn

Cabin Fever Trax, Vol. 8 – Bate 'n lemn este un album apărut în ediție limită (500 de exemplare) la 20 de ani de la Revoluția Română. Note: DJ Boola. 

## Detalii ale albumului
- Casă de discuri RKDS
- Serie de catalog: RKDS 009
- Format: disc vinil, 12", ediție limitată, transparent roșu
- Țară: Marea Britanie
- Lansare: 8 octombrie 2009
- Gen: electronic, house

## Lista pieselor
- 01 - A - Bate 'n lemn (Doină Din Maramureș) Maria Tănase
- 02 - B - Balada Redo (Taraf De Haïdouks)